# Star Trek: Picard
Star Trek: Picard, nota nel fandom anche con l'acronimo PIC, è una serie televisiva statunitense.
La serie, la settima live action (nona, se si considerano anche la serie animata e la serie antologica Short Treks) facente parte del franchise di Star Trek, è uno spin-off di Star Trek: The Next Generation, è ambientata tra il 2399 e il 2401, vent'anni dopo gli avvenimenti narrati in Star Trek - La nemesi, e vede come protagonista Jean-Luc Picard e numerosi altri personaggi noti apparsi nelle serie televisive The Next Generation, Deep Space Nine e Voyager, tra cui: Data, Sette di Nove, William T. Riker, Deanna Troi, Beverly Crusher, Worf, Geordi La Forge, Tuvok, Ro Laren, Elizabeth Shelby, Q e la Regina Borg.
È stata distribuita negli Stati Uniti sul canale CBS e in Italia su Amazon Prime Video.
Dall'11 febbraio 2023 viene pubblicata su Instagram la serie spin-off Star Trek: Picard Logs.

## Trama

### Prima stagione
Nel 2399, vent'anni dopo La nemesi e gli avvenimenti che hanno portato al sacrificio del tenente comandante Data per salvare il capitano Picard dall'esplosione dell'astronave romulana Scimitar, tornano protagoniste le vicende dell'ormai anziano ammiraglio Jean-Luc Picard.
Picard si è dimesso da diversi anni dalla Flotta Stellare, in conseguenza al ritiro dell'aiuto della Federazione dei Pianeti Uniti promesso ai profughi romulani, in seguito alla distruzione del loro pianeta natale Romulus da parte della supernova di Hobus. Tale decisione fu presa anche a causa dell'attacco alla colonia terrestre di Utopia Planitia sul pianeta Marte da parte di un gruppo di androidi ribelli il 5 aprile 2385, che ha portato poi al bando delle forme di vita artificiali all'interno della Federazione.
Picard indaga sulla creazione da parte di Bruce Maddox dell'Istituto Daystrom, da sempre interessato al lavoro del dottor Noonien Soong e con la volontà di emularlo, di due androidi organici femmine, le gemelle Dahj e Soji, la cui rete neurale è stata clonata da quella di Data. Per farlo, intraprende un viaggio nello spazio coadiuvato dalla dottoressa Agnes Jurati, dagli ex membri della Flotta Raffi Musiker e Cristobal "Chris" Rios, dal romulano Elnor e dall'ex drone borg Sette di Nove.

### Seconda stagione
2400. Dopo il ritorno sulla Terra di Picard, una strana anomalia che si sta avvicinando allo spazio della Federazione lo richiama nello spazio. A bordo della USS Stargazer NCC 82893, capitanata da Cristobal Rios e in compagnia anche di Sette di Nove, Raffi Musiker, Agnes Jurati ed Elnor, Picard scopre che l'anomalia nasconde una nave Borg con a bordo la Regina, che assimila l'intera flotta di astronavi. Per evitare l'assimilazione, Picard ordina l'autodistruzione della nave. Si risveglia, però, assieme a Q, in una realtà alternativa, in cui la Terra è divenuta una dittatura dispotica, xenofoba e fascista, in cui lui è uno spietato carnefice di alieni e anche tutti gli altri suoi compagni hanno un ruolo alternativo, ma sono anch'essi consapevoli di trovarsi in una realtà parallela. Interrogando la Regina Borg, il gruppo scopre che il passato della Terra è stato alterato nel 2024 e il gruppo decide di intraprendere così un viaggio nel tempo a bordo de La Sirena, per aggiustare le cose.

### Terza stagione
2401. Picard riceve un messaggio di soccorso da parte di Beverly Crusher. Reclutato William T. Riker, i due dirottano la USS Titan NCC-80102-A della neo costituita Classe Constitution III, sotto il comando dell'ottuso capitano Liam Shaw, grazie all'aiuto di Sette di Nove, primo ufficiale della nave che il capitano Shaw chiama col suo vero nome, Annika Hansen, fuori dai confini della Federazione. Qui vi trovano la nave scientifica SS Elos II, con a bordo il figlio di Beverly e Picard, Jack Crusher, e la stessa Beverly in stato di animazione sospesa a causa di una grave ferita ricevuta. La nave viene messa sotto scacco da un gigantesco vascello alieno, di proprietà della cacciatrice di taglie Vadic, che rivendica Jack, sul quale pende una grossa taglia.

## Episodi
| Stagione         | Episodi | Distribuzione |
| ---------------- | ------- | ------------- |
| Prima stagione   | 10      | 2020          |
| Seconda stagione | 10      | 2022          |
| Terza stagione   | 10      | 2023          |

## Personaggi e interpreti
- Jean-Luc Picard (stagioni 1-3), interpretato da Patrick Stewart, doppiato in italiano da Alessandro Rossi, e da Dylan Von Halle (stagione 2, bambino), doppiato in italiano da Francesco Raffeli.[4]
Ammiraglio della Flotta Stellare in pensione ed ex capitano della USS Enterprise-D ed Enterprise-E. Picard è perseguitato dal fallimento della propria missione di salvataggio del popolo romulano dopo la distruzione di Romulus, a causa dell'attacco da parte dei "sintetici" alla colonia umana su Marte e la distruzione delle astronavi utilizzabili per la missione.
- Soji Asha (stagioni 1-2), interpretata da Isa Briones e da Ella Gross (stagione 1, da bambina), doppiata in italiano da Veronica Puccio.
Androide, gemella di Dahj. Lavora presso l'Artefatto, un cubo borg occupato da un gruppo di ricerca romulano. Qui intraprende una relazione con Narek, e grazie a lui scopre la sua vera natura di androide.
- Agnes Jurati (stagioni 1-2), interpretata da Alison Pill, doppiata in italiano da Federica De Bortoli.
Ricercatrice dell'Istituto Daystrom.
- Raffaela "Raffi" Musiker (stagioni 1-3), interpretata da Michelle Hurd, doppiata in italiano da Emanuela Baroni
Ex ufficiale della Flotta Stellare, licenziatasi quando Picard ha rassegnato le proprie dimissioni, si unisce alla missione di Picard per un passaggio dopo avergli procurato una navetta e un pilota.
- Cristobal "Chris" Rios (stagioni 1-2), interpretato da Santiago Cabrera, doppiato in italiano da Gabriele Sabatini.
Ex pilota della Flotta Stellare munito di navetta, si unisce a Picard mettendo a disposizione la sua astronave La Sirena e la propria abilità.
- Sette di Nove (stagioni 1-3), interpretata da Jeri Ryan, doppiata in italiano da Francesca Fiorentini.
Ex drone Borg che ha servito a bordo della USS Voyager.
- Elnor (stagioni 1-2), interpretato da Evan Evagora, doppiato in italiano da Alessandro Campaiola.
Giovane guerriero Romulano rifugiato in una colonia ed esperto nell'uso della spada, poiché affiliato alla Qowat Milat, un ordine religioso guerriero femminile del quale non può fare parte essendo un maschio, ma da cui ha appreso tutte le arti marziali di difesa e il combattimento con la spada.[5] Durante la seconda stagione, quando Picard e i suoi amici si trovano in un universo parallelo creato da Q, il personaggio di Elnor, divenuto cadetto dell'Accademia della Flotta Stellare, viene ucciso, facendo così uscire l'attore di scena.
- William T. Riker (stagioni 1, 3), interpretato da Jonathan Frakes, doppiato in italiano da Giorgio Locuratolo.
Capitano della  USS Titan NCC-80102 di Classe Luna ed ex primo ufficiale di Picard a bordo delle Enterprise D ed E. Si è sposato con Deanna Troi all'inizio di Star Trek - La nemesi e con lei e la figlia Kestra è andato successivamente a vivere sul pianeta Nepenthe, in stato di reperibilità attiva. Durante la terza stagione affianca Picard nella sua ricerca della dottoressa Crusher e aiuta il loro comune figlio Jack a sfuggire alla cacciatrice di taglie Vadic.
- Beverly Crusher (stagione 3), interpretata da Gates McFadden, doppiata in italiano da Serena Verdirosi.
È stata l'ufficiale medico capo delle astronavi Enterprise D ed E, sotto il comando di Jean-Luc Picard.
- Jack Crusher (stagione 3), interpretato da Ed Speleers, doppiato in italiano da Marco Vivio.
È il secondo figlio avuto da Beverly Crusher da una breve relazione con Jean-Luc Picard ed è ricercato, con una grossa taglia sulla testa.

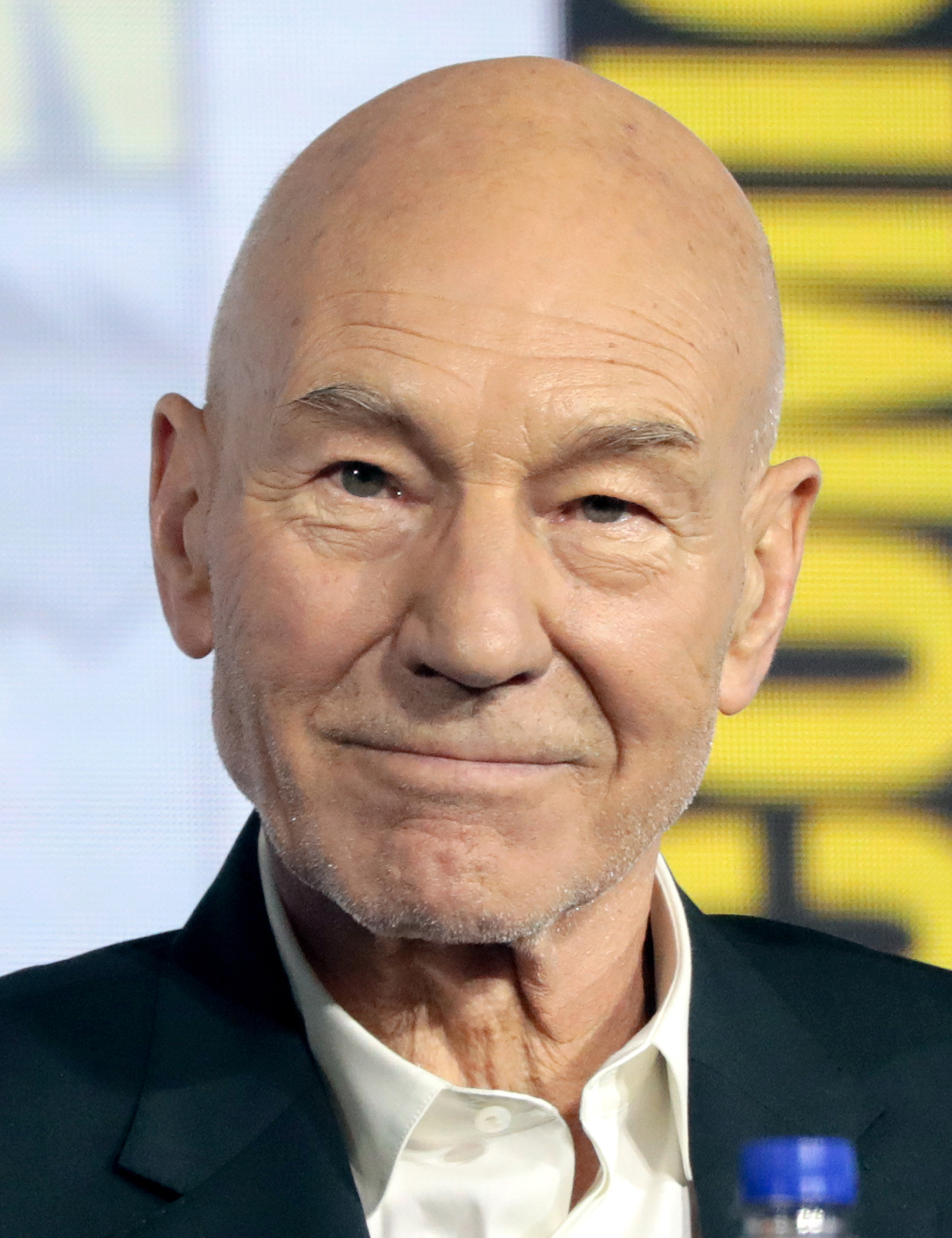
Patrick Stewart, interprete di Jean-Luc Picard
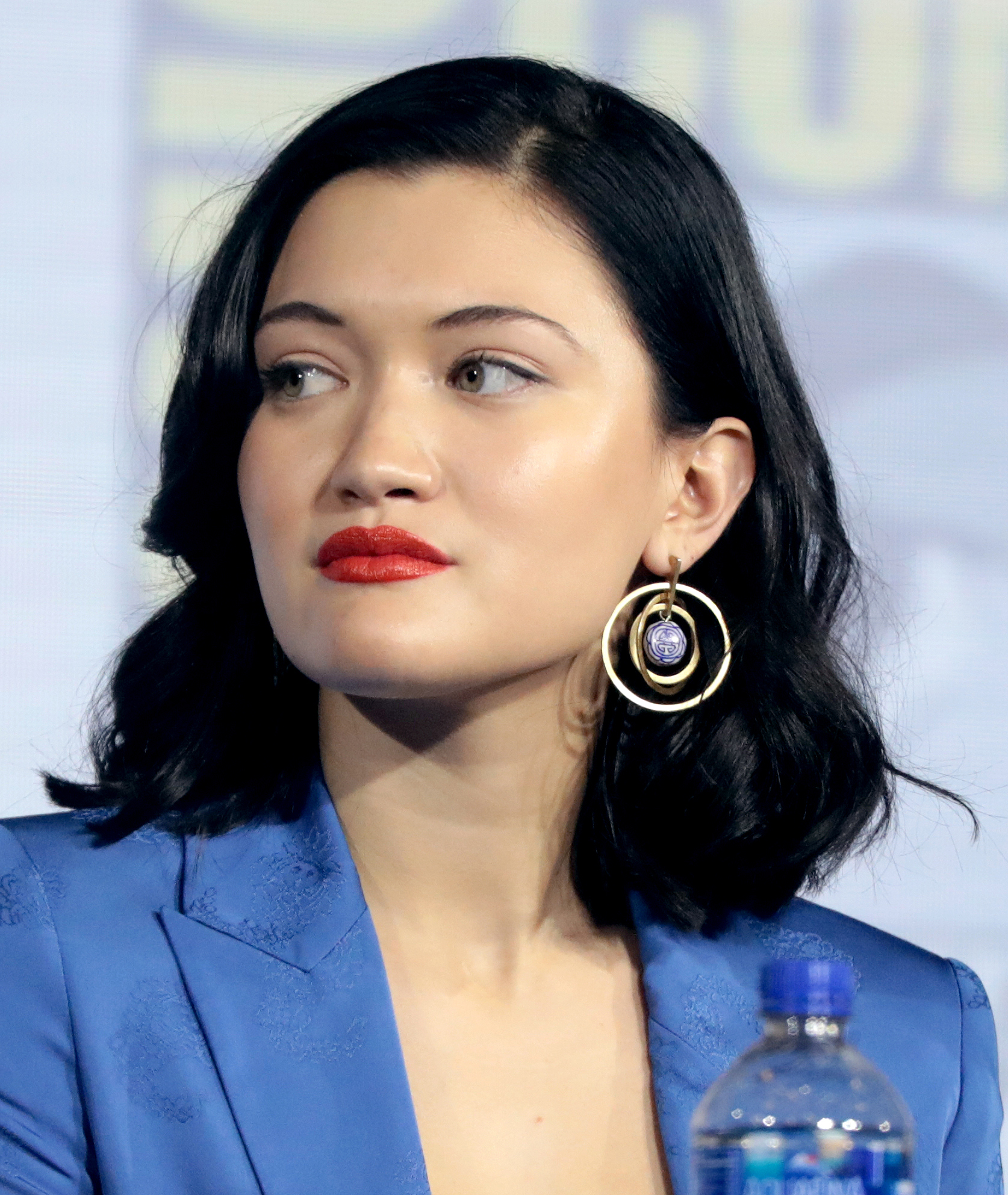
Isa Briones interprete di Dahj Asha, Soji Asha, Sutra e Kore Soong
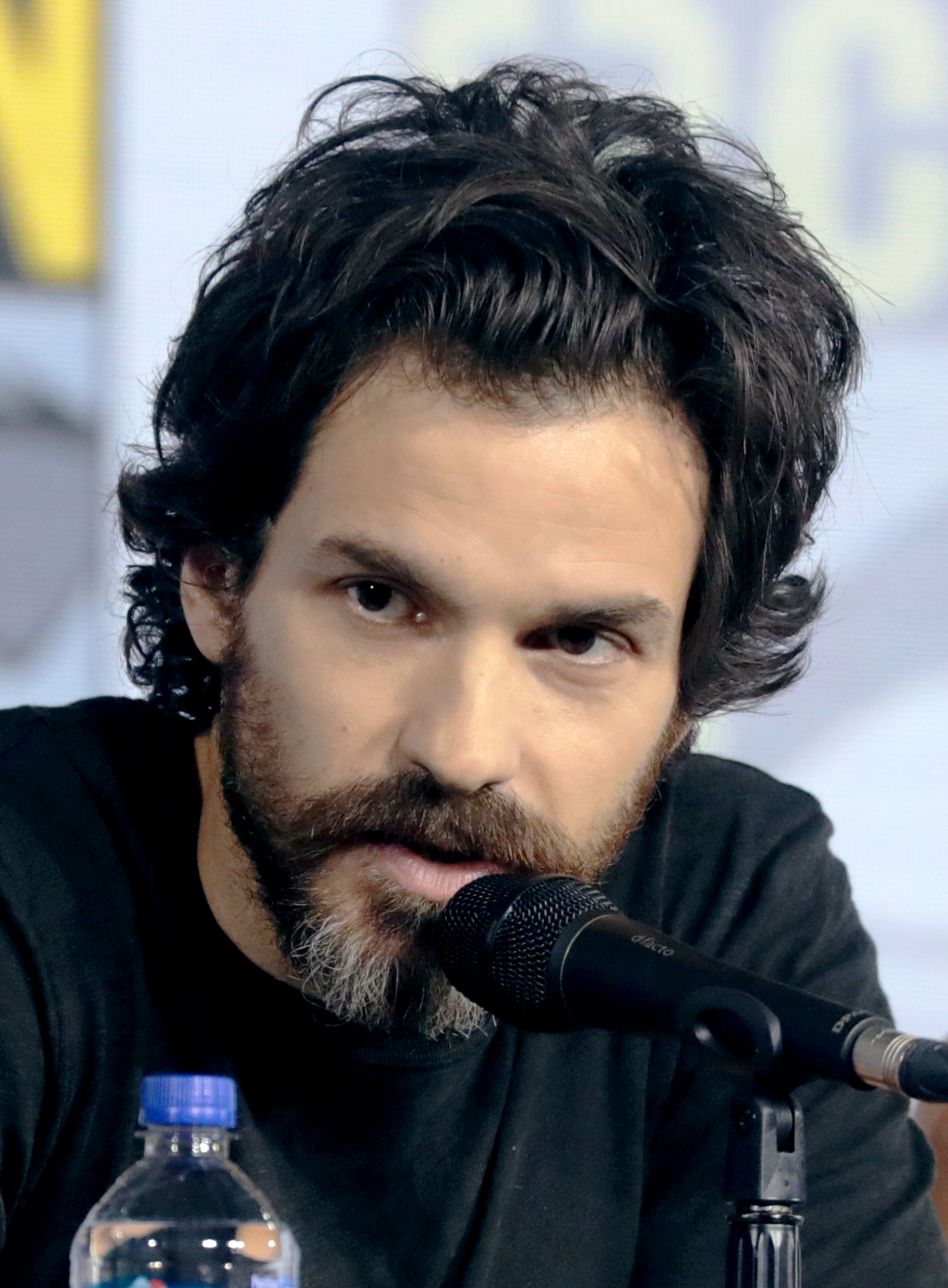
Santiago Cabrera, interprete di Cristobal Rios
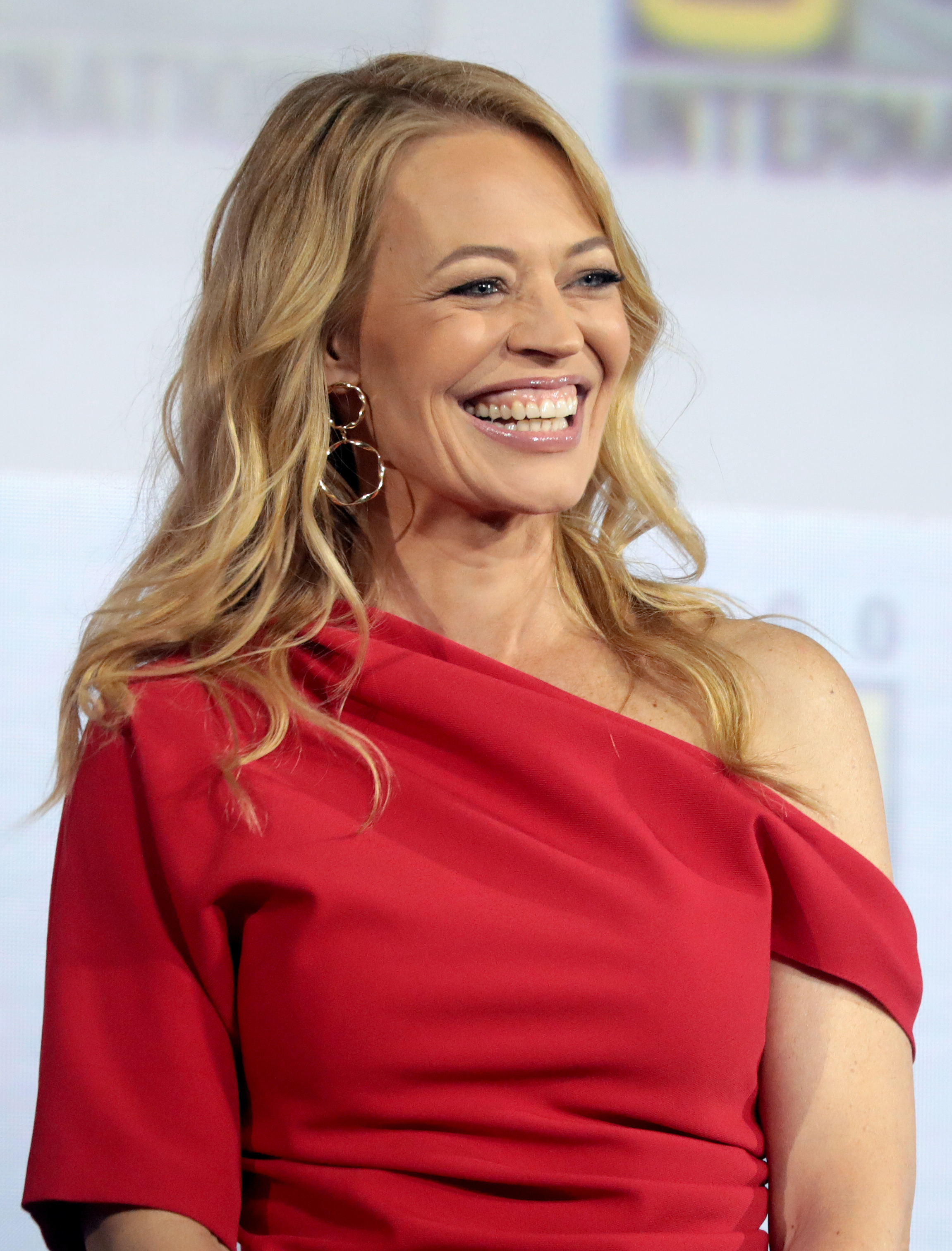
Jeri Ryan, interprete di Sette di Nove
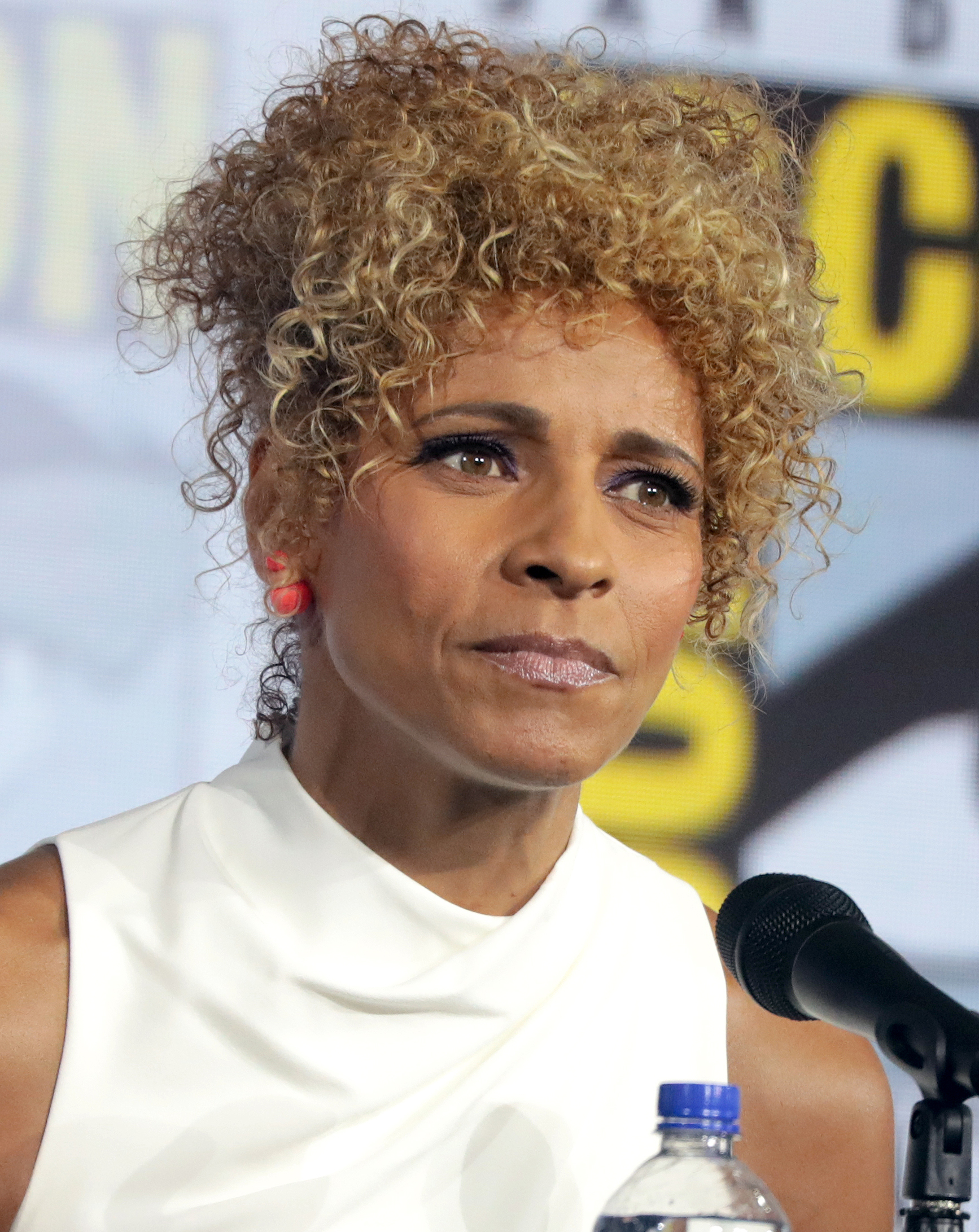
Michelle Hurd, interprete di Raffaela Musiker
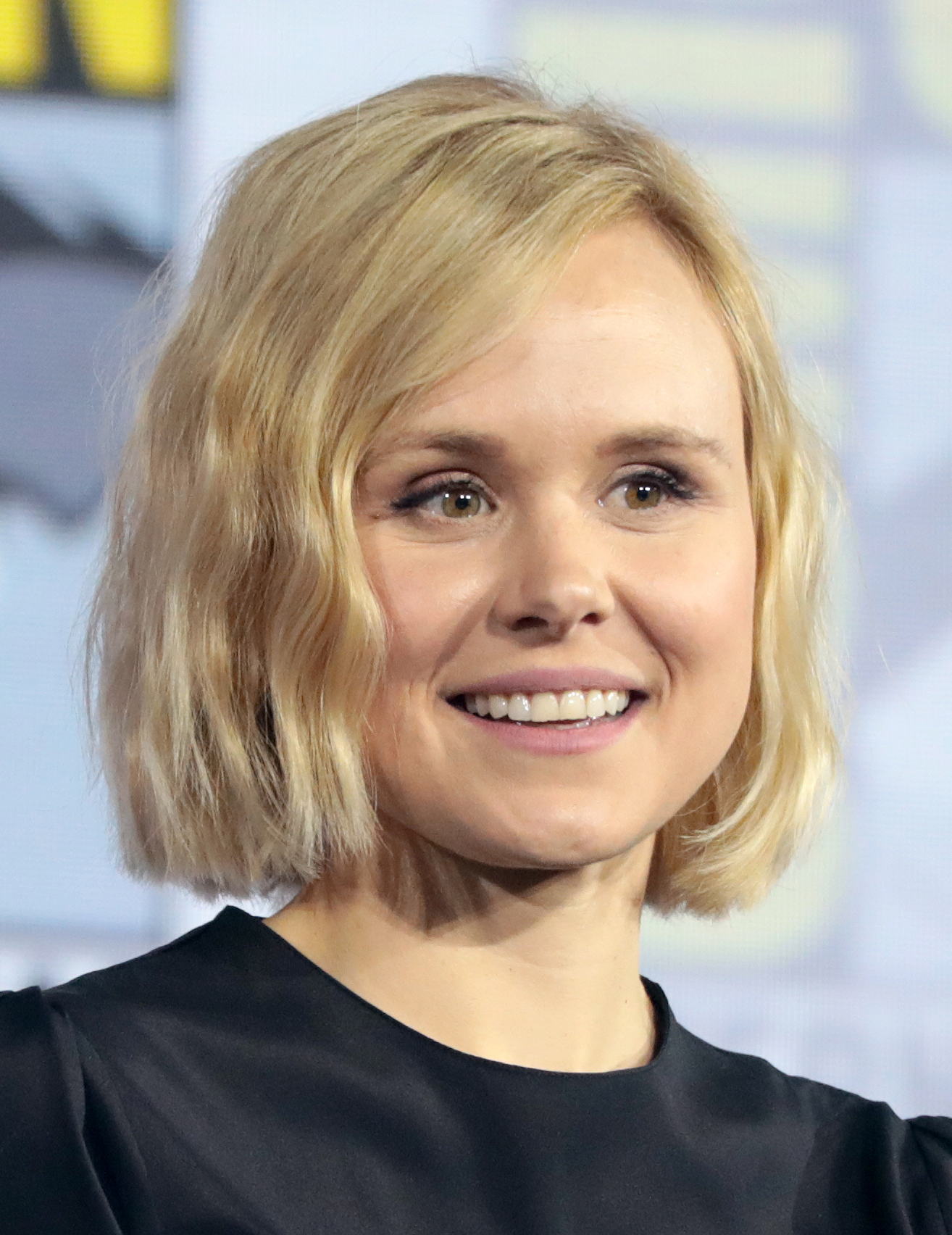
Alison Pill, interprete di Agnes Jurati e della nuova Regina Borg
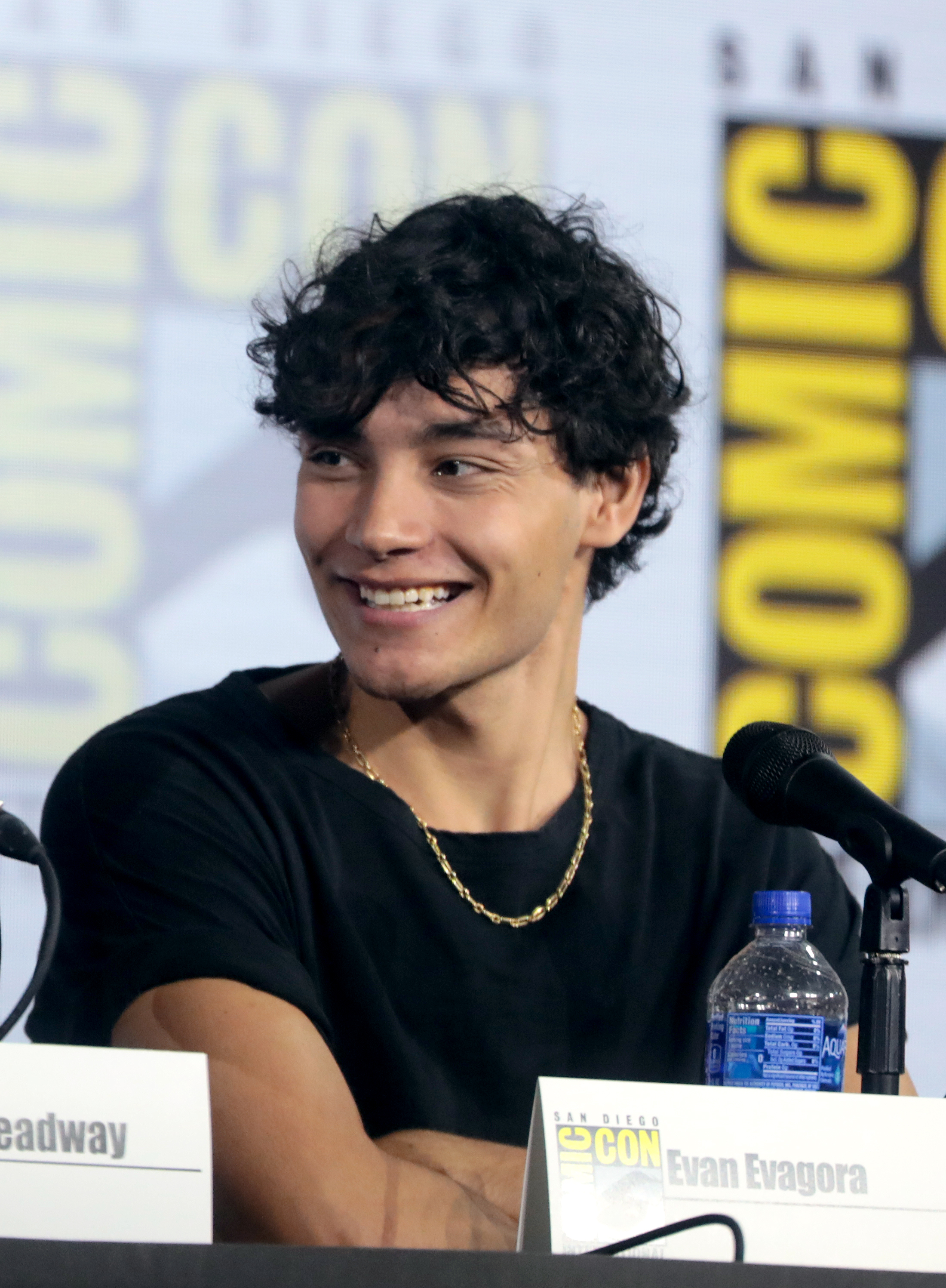
Evan Evagora, interprete di Elnor
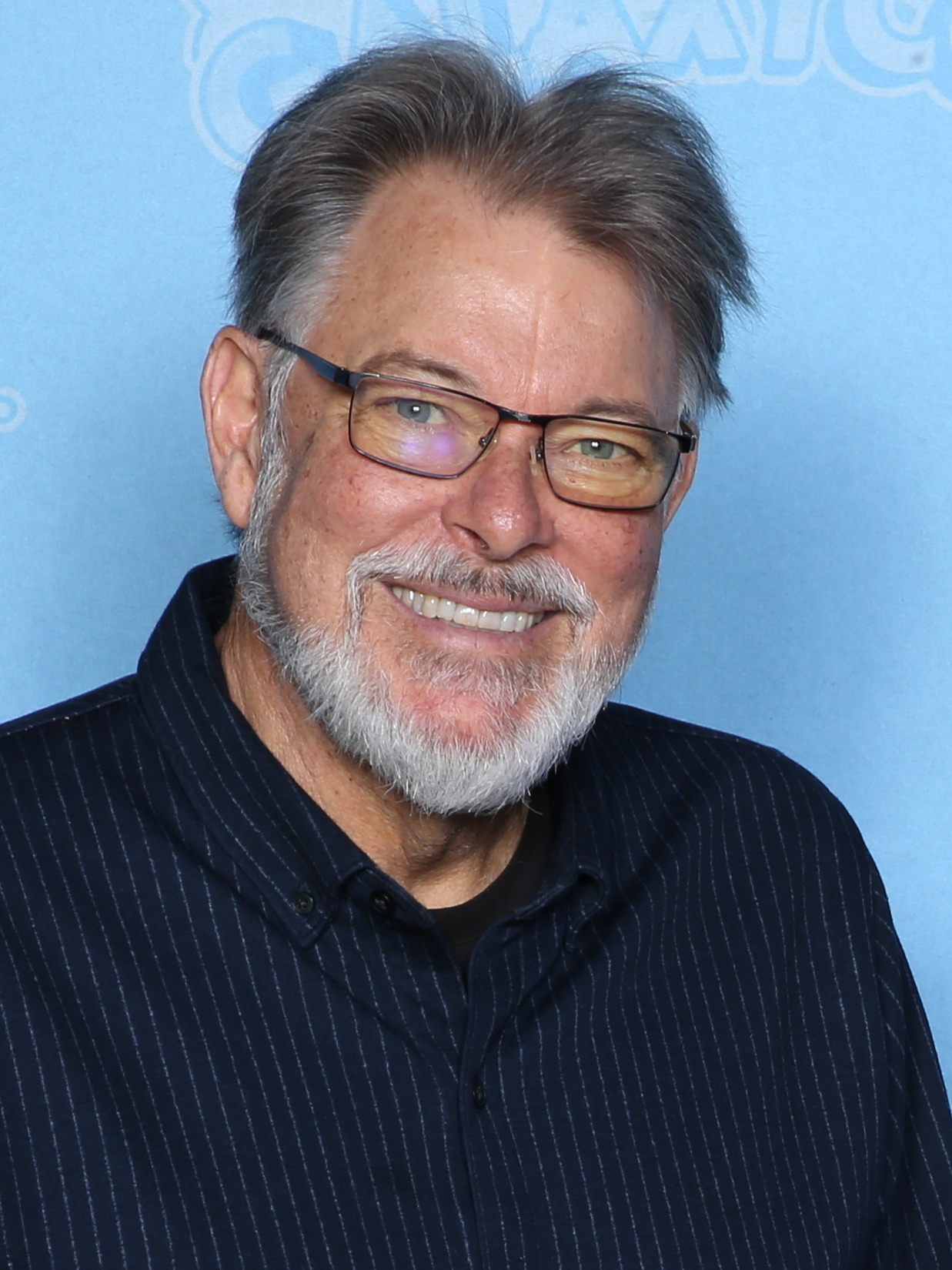
Jonathan Frakes, interprete di William T. Riker
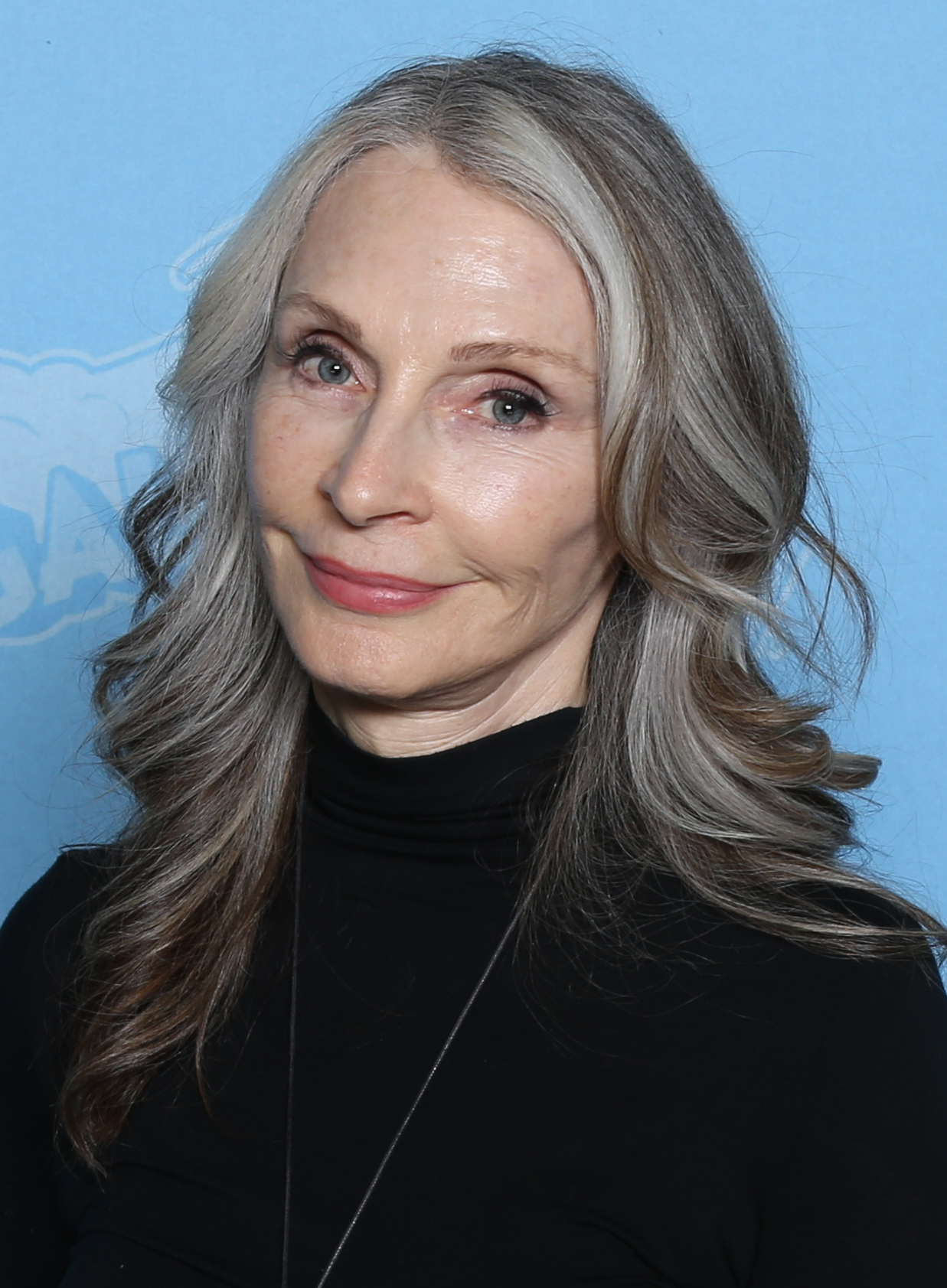
Gates McFadden, interprete di Beverly Crusher

## Produzione
La serie vede come interpreti il protagonista Patrick Stewart (anche produttore) insieme a Santiago Cabrera, Michelle Hurd, Evan Evagora, Alison Pill, Harry Treadaway e Isa Briones. Altri attori di Star Trek: The Next Generation rientreranno nel cast, tra cui Brent Spiner, Marina Sirtis, Jonathan Frakes e Jeri Ryan di Star Trek: Voyager.
Le riprese sono iniziate in California il 22 aprile 2019 ai Santa Clarita Studios, con il titolo ufficiale della serie annunciato a maggio.
Prima ancora dell'esordio, il 17 dicembre 2019 è stata annunciata la seconda stagione.
I primi due episodi sono stati diretti da Hanelle Culpepper, che aveva già diretto alcuni episodi di Discovery. Questi rappresentano il primo "blocco" di regia: la serie infatti è composta da 10 episodi affidati a 5 diversi registi, ciascuno dei quali dirige 2 episodi consecutivi. Jonathan Frakes, che aveva anche lui diretto alcuni episodi di Discovery e che ha diretto il secondo "blocco" di episodi, afferma di credere che questo sistema non sia dovuto a discontinuità della trama. Altri registi sono Maja Vrvil, che ha diretto il settimo e ottavo episodio, e Akiva Goldsman per il nono e decimo. Le riprese si sono concluse il 1º settembre 2019.
Uno dei creatori della serie, Akiva Goldsman ha affermato che con gli altri componenti del team avevano discusso e stabilito due piani per la serie, uno di tre e uno di cinque stagioni, ma alla fine hanno deciso che avrebbero continuato fino a quando Stewart non avrebbe deciso di smettere. A causa della pandemia di COVID-19 le riprese della seconda stagione sono iniziate soltanto nel 2021 e andranno in onda nel 2022. Nell'aprile del 2021, in occasione dell'anniversario fittizio del Primo Contatto (5 aprile 2063) con gli extraterrestri, è uscito il teaser della seconda stagione, che segna il ritorno di John de Lancie nei panni di Q.
Le riprese della seconda stagione sono iniziate nel 2021, in ritardo a causa della pandemia di COVID-19, ed è stata trasmessa dal 3 marzo 2022. Alla fine della seconda stagione viene ufficialmente annunciato che quattro attori non torneranno nella terza stagione. L'ultima ad aver annunciato che non ritornerà nella terza stagione è Isa Briones, che nella serie ha interpretato molti personaggi, a cominciare dalle gemelle androidi Dahj e Soji Asha della prima stagione, per finire con Kore Soong, la figlia potenziata di Adam Soong della seconda stagione. Non ritornerà poi Santiago Cabrera, il cui personaggio Cristóbal Rios ha deciso di rimanere nel XXI secolo, assieme alla sua nuova compagna Teresa Ramirez, interpretata da Sol Rodríguez. Nemmeno Alison Pill sarà presente nella terza stagione, poiché il suo personaggio, Agnes Jurati, è diventata una nuova Regina Borg, unendosi al collettivo nel XXI secolo. Infine ha annunciato il proprio mancato ritorno anche Evan Evagora, il cui personaggio Elnor è stato assente per tutta la seconda stagione, ritornando soltanto nell'ultimo episodio, ma che non vedremo nella terza stagione.
Il 5 aprile 2022, giorno in cui, nel 2063, in Primo contatto avviene l'incontro tra Umani e Vulcaniani, viene annunciato che la terza sarà anche l'ultima stagione della serie e che vedrà il ritorno di diversi personaggi di Star Trek: The Next Generation, quali Geordi La Forge (LeVar Burton), Worf (Michael Dorn), William T. Riker (Jonathan Frakes), Deanna Troi (Marina Sirtis), Beverly Crusher (Gates McFadden) e Data (Brent Spiner).
A fine settembre 2023, in un articolo scritto di suo pugno in cui racconta com'era andata la produzione della serie nel corso delle stagioni, dagli inizi, quando era contrario, alla fine, quando ne era entusiasta, Patrick Stewart rivela di stare «gentilmente spingendo» la Paramount alla produzione di un film sequel di Picard, indicandone anche il probabile regista (Jonathan Frakes).

## Distribuzione
Il trailer è stato pubblicato il 20 luglio 2019. La serie viene trasmessa da Prime Video a partire dal 23 gennaio 2020 ed è composta da dieci episodi.
La seconda stagione della serie, composta da 10 episodi, viene trasmessa sul canale statunitense CBS dal 3 marzo 2022. In Italia la stagione viene pubblicata su Amazon Prime dal 4 marzo 2022.
La terza stagione, composta anch'essa da dieci episodi, viene trasmessa in esclusiva dal servizio di streaming on demand Paramount+ dal 16 febbraio al 20 aprile 2023. In Italia viene pubblicata sia su Paramount+ che su Amazon Prime dal 17 febbraio al 22 aprile 2023.

### Edizione italiana
Il doppiaggio dell'edizione italiana è affidato alla Dubbing Brothers Int. Italia, con traduzione e adattamento di Carlotta Cosolo, direzione del doppiaggio di Stefanella Marrama, fonico Manuel Serio, missaggio di Emanuele Leolini e produzione di Francesco Giurgola.

## Altri media

### Star Trek Logs
Dall'11 febbraio 2023 vengono pubblicati sul profilo ufficiale di Star Trek Logs su Instagram gli Star Trek: Picard Logs. Si tratta di brevi video che riportano i diari personali dei personaggi della serie, con le voci dei relativi attori. La pubblicazione dei Logs avviene in contemporanea all'uscita della terza stagione della serie.

## Riconoscimenti
- Astra TV Awards
  - 2023 – Miglior attrice non protagonista in una serie TV drammatica in streaming a Jeri Ryan[28][29]
  - 2023 – Migliore sceneggiatura per serie TV drammatica in streaming a Terry Matalas per l'episodio L'ultima generazione.[28]
- Critics' Choice Awards
  - 2020 – Miglior attore in serie TV di fantascienza a Patrick Stewart.[30]
- Motion Picture Sound Editors
  - 2021 – Migliori effetti sonori per l'episodio Et in Arcadia Ego, Parte 2.[31]
- NAACP Image Award
  - 2021 – Miglior regia in serie drammatica a Hanelle Culpepper per l'episodio pilota Ricordi.[32]
- Primetime Emmy Awards
  - 2020 – Miglior trucco prostetico per l'episodio L'assoluta verità.[33]
- Saturn Award
  - 2021 – Miglior attore in TV a Patrick Stewart.[34]
  - 2024 – Miglior serie TV di fantascienza
  - 2024 – Miglior attore di serie TV a Patrick Steward
  - 2024 – Miglior attore non protagonista di serie TV a Jonathan Frakes
  - 2024 – Miglior attrice non protagonista di serie TV a Jeri Ryan.[35]